# Actividad star
Se denomina actividad star (o menos frecuentemente actividad estrella o actividad estelar), a la relajación o alteración en la especificidad de una reacción de escisión sobre una molécula de ADN mediada por una enzima de restricción, que puede ocurrir bajo condiciones de reacción que difieren significativamente de aquellas que son óptimas para el funcionamiento de la enzima. El resultado, típicamente, es la escisión en un sitio no canónico, o, algunas veces; la pérdida total de especificidad.
Diferencias que pueden conducir a una actividad estelar incluyen una fuerza iónica baja, un pH alto, o altas (mayores al 5%) concentraciones de glicerol.
La última condición es de particular interés práctico, debido a que las enzimas de restricción comerciales se suministran usualmente en soluciones tamponadas que contienen una cantidad sustancial de glicerol (50% v/v es una concentración típica), lo que significa que una dilución insuficiente de la enzima puede provocar una actividad star; este es un problema que usualmente surge durante digestiones dobles o múltiples. La actividad star también puede ser causada por la presencia de iones divalentes como Mn2+
, Zn2+
, Cu2+
 ó Co2+
 como puede constatarse por ejemplo, con la enzima HindIII.